# غار ملوری
غار ملوری (گرجی: მელოურის მღვიმე) یک غار در گرجستان است که در تسقالتوبو واقع شده است.